# 아귀
아귀(영어: angler)는 아귀과에 속하는 육식어류이다. 몸의 길이는 60cm 정도이고 넓적하며 등은 회갈색, 배는 흰색이다. 머리 폭이 넓고 몸은 타원형이다. 입은 크고 입 안에 날카로운 이빨이 있다. 몸이 점액으로 덮여 있다. 아귀의 얼굴은 험상궃게 생겼다. 배 쪽의 테두리에는 수십 개의 수염 모양 돌기가 나 있다. 위턱보다 아래턱이 앞으로 나와 있으며, 작은 아가미구멍이 있다. 등 지느러미에 낚싯바늘처럼 생긴 촉수가 있어 작은 물고기를 잡아먹는다. 혀 앞쪽은 검은색 바탕에 둥근 노란색 얼룩무늬가 있다. 암초성이거나 해조(海藻)가 무성한 수심 100-200m의 바다 밑바닥에서 서식한다. 산란기는 봄철이며 작은 갑각류나 물고기를 잡아먹는데, 행동이 매우 민첩하다. 대한민국, 일본, 중국, 대만, 필리핀, 멕시코 등지의 태평양 연해에서 분포한다.
아귀는 아귀찜, 아귀탕, 아귀전골 등의 요리에 쓰인다.

## 용어
입이 크고 흉측한 얼굴 때문에 아귀라고 이름이 붙었다. 다른 말로 아구라고 한다